# Radionavigazione
La radionavigazione è un metodo di navigazione basata sulla propagazione di onde elettromagnetiche, impiegata nei mari e specialmente in aeronautica.

## Descrizione
Il principio di questo sistema consiste nell'utilizzo di stazioni di terra distribuite su tutto il territorio, che fornendo segnali radio in broadcast ovvero a 360° su frequenze alte, medie e basse (UHF - Ultra High Frequency, VHF - Very High Frequency, MF - Medium Frequency, LF - Low Frequency), permettono al navigatore di vedere tramite gli strumenti di bordo informazioni di posizione rispetto alla stazione.
Questo tipo di navigazione presenta ostacoli che non permettono una nitida diffusione delle onde radio: questo accade specialmente durante il sorgere e al calare del Sole, poiché la ionosfera si abbassa riflettendo con meno frequenza le onde. I principali ostacoli sono la riflessione, rifrazione, diffrazione, assorbimento, che possono essere creati da montagne, nubi, coste, foreste, specchi d'acqua e temporali.
Nel campo dell'aviazione civile e militare la radionavigazione si basa sull'utilizzo di specifici apparati denominati radioassistenze quali VOR, DME, TACAN, VORTAC, NDB, VORNDB, Loran C e Omega. Queste stazioni emanano segnali che vengono captati dalle antenne degli aeromobili e tradotti, tramite appositi strumenti, in informazioni di posizione o di direzione. I segnali emessi dalle stazioni a terra creano dei corridoi virtuali che collegano più radioassistenze tra loro, rendendo disponibile una vasta rete di rotte ATS o di aerovia che permette al pilota la radionavigazione attraverso il territorio. Utilizzando vettori che partono da ogni stazione, è possibile calcolare un fix, ovvero il punto dove si trova l'aeromobile in volo; il pilota si sintonizza su due o più stazioni e, leggendo a bordo i vari rilevamenti espressi in gradi, può tracciare sulla mappa una linea dalla sorgente del segnale radio delle stazioni che andranno ad incrociarsi formando il fix di posizione. Questo tipo di navigazione è detta anche navigazione radiogoniometrica.

Una moderna forma di radionavigazione è quella condotta con l'utilizzo sistemi satellitari (GNSS o GPS) grazie all'impiego di appositi ricevitori installati a bordo.